# Laonice sinica
Laonice sinica är en ringmaskart som beskrevs av Sikorskii och Wu 1998. Laonice sinica ingår i släktet Laonice och familjen Spionidae. Inga underarter finns listade i Catalogue of Life.